# Rede de Grupos Ambientais do Vale do Ivaí
A Rede de Grupos Ambientais do Vale do Ivaí (ECOVALI), localizado na região centro-norte do estado do Paraná, Brasil, abrange aproximadamente 20 municípios da região mencionada e constitui um movimento recente da nova concepção de participação cidadã mundial. A rede é constituída por grupos ambientais muitas vezes denominados Ecoclubes, que surgiram na Argentina e iniciaram sua história no Brasil no ano de 1999, na cidade de Toledo.
A ECOVALI reúne a maior concentração de grupos ecológicos desse tipo no Brasil e mantém uma grande troca de experiências por meio de encontros regionais, escolas e comunicação por e-mail.